# متقال

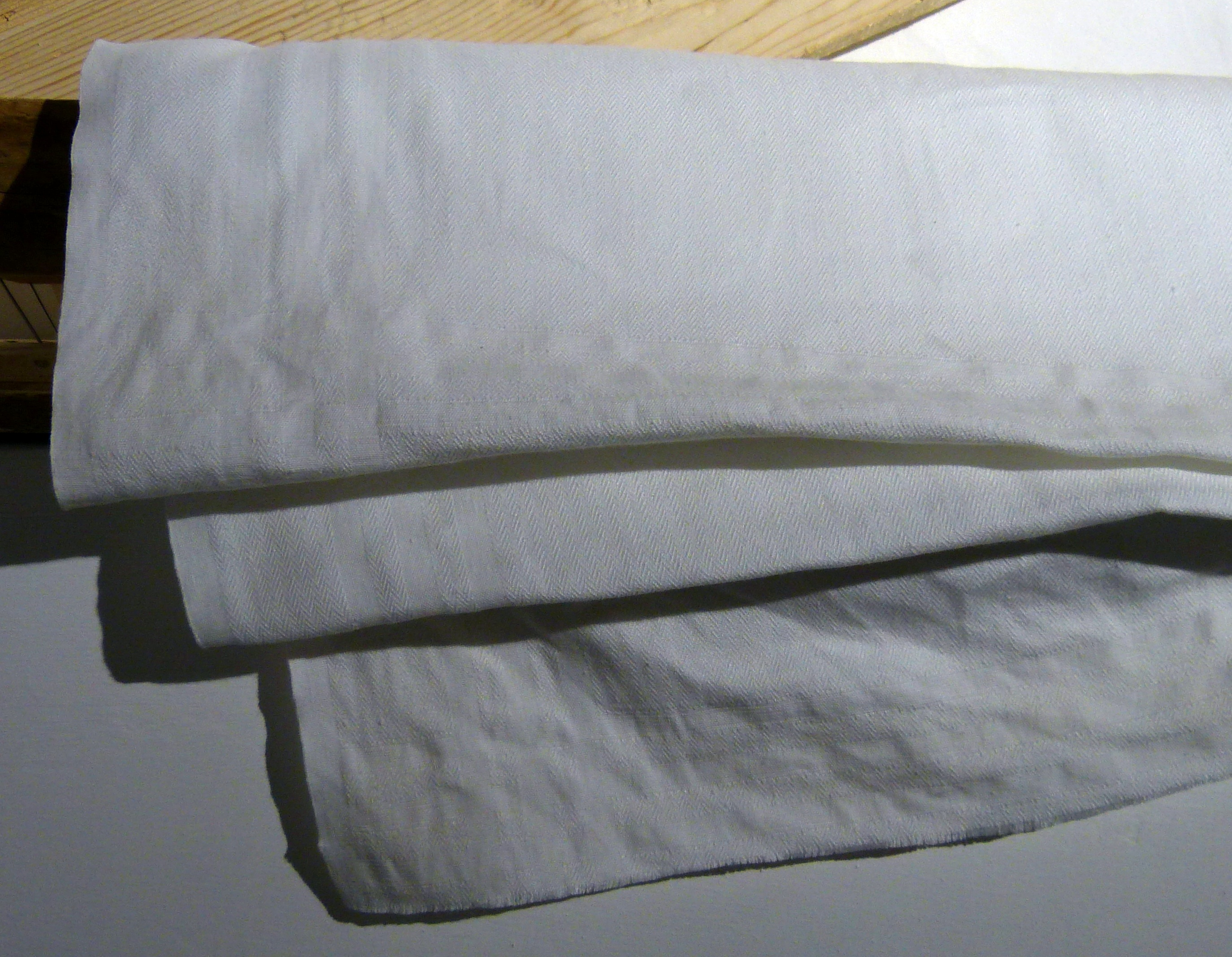
متقال سفید

متقال یک نوع پارچه نخی است. این نوع پارچه از خانوادهٔ کرباس است اما از کرباس لطیف تر است.
پارچه متقال به دلیل پرز ندادن و جذب رطوبت برای گردگیری و نظافت منزل بسیار مناسب است.
متقال سبک، مقاوم و محکم است و پارچهٔ خنکی است. هنگامی که خیس باشد محکم تر می‌شود. نرم است و به راحتی اتو می‌شود. دوخت این پارچه بسیار راحت است.
از این پارچه برای جداسازی تفاله انگور از شراب خام پس از مرحله تخمیر شراب سازی، نیز استفاده می‌شود.